# 우리 의사 선생님
《우리 의사 선생님》(ディア・ドクター 디어 닥터[*], Dear Doctor)은 니시카와 미와가 감독, 쇼후쿠테이 츠루베가 첫 영화 주연을 맡은 2009년 일본 영화이다. 제31회 요코하마 영화제 작품상, 제83회 키네마 준보 베스트 10 일본 영화 1위, 제33회 일본 아카데미상 우수작품상 등을 수상했다.

## 줄거리
산간지방에 있는 인구 1천 명의 작은 마을·가미와타 마을의 진료소에서 마을의 유일한 의사 이노 오사무(쇼후쿠테이 츠루베)가 실종된다. 이노와 수년간 함께 일해온 베테랑 간호사 오타케 아케미(요 키미코)와 지방 의료 현장을 체험하기 위해 2개월 전부터 가미와다 진료소에서 일하던 인턴 소마 케이스케(에이타)는 갑작스러운 이노의 실종에 곤혹스러울 뿐이다. 신고를 받은 경찰이 이노에 대해 조사하던 중, 아무도 몰랐던 이노의 과거가 밝혀진다.

## 출연
- 쇼후쿠테이 츠루베 - 이노 오사무
- 에이타 - 소마 케이스케
- 요 키미코 - 오타케 아케미
- 마츠시게 유타카 - 하타노 순사 부장
- 이와마츠 료 - 오카야스 경부보
- 이가와 하루카 - 토리카이 리츠코
- 카가와 테루유키 - 사이몬 마사요시
- 야치구사 카오루 - 토리카이 카즈코